# 贝伦加尔一世
贝伦加尔一世（拉丁語：Berengarius, Perngarius；約845年－924年4月7日），意大利國王（888年－924年）。於901年被教宗本篤四世加冕為神聖羅馬皇帝。貝倫加爾的祖父安羅奇二世創立安羅奇家族，並以他的名字命名。貝倫加爾是弗留利藩侯艾伯哈特與妻子吉塞拉的兒子。吉塞拉是虔誠者路易和後妻尤迪斯所生的女兒，所以貝倫加爾是日耳曼人路易及禿頭查理的外甥。

## 弗留利藩侯
由874年至890年，當他的兄長安羅奇三世於874年去世後，貝倫加爾便繼承父親留下來的爵位，成為弗留利藩侯。弗留利藩侯主要責任是抵禦克羅地亞人和其他斯拉夫人對意大利半島持續不斷的威脅。因此，弗留利藩侯是擁有意大利東北部很多伯國的主權。貝倫加爾成為費留利人與皇帝之間重要的溝通樞紐，皇帝經過他才可在費留利施展他的權力。貝倫加爾甚至對費留利地區的教會有很大的影響。884年到885年，他甚至調解了皇帝和貝盧諾主教的糾紛。貝倫加爾一般被稱作藩侯，但是他曾經在胖子查理的某個文書中被叫做公爵，亦是胖子查理統治期間的三名侯爵之一。
在弗留利統治期間（約880年），貝倫加爾就在他的侯國，與意大利強大貴族蘇柏家族的帕爾馬、阿斯蒂及都靈伯爵蘇柏二世的女兒貝提拉結婚。
875年，皇帝兼意大利國王路易二世去世後，東法蘭克國王日耳曼人路易的兒子卡洛曼將會繼承意大利王國。但是禿頭查理入侵了意大利半島並被加冕為皇帝和意大利國王。日耳曼人路易首先派遣小兒子胖子查理，然後是卡羅曼本人率領軍隊包括貝倫加爾帶領的意大利軍隊翻越阿爾卑斯山去奪取意大利王國。但是在877年禿頭查理的去世前，他們並未能取得勝利。貝倫加爾的侯國臨近卡羅曼的巴伐利亞，因此這解釋了他們的合作。
883年5月，新繼位的斯波萊托公爵圭多三世在諾南托拉的帝國宗教會議上被指控犯有叛國罪。圭多三世回到了斯波萊托公國並且與薩拉森人達成同盟。皇帝胖子查理派遣貝倫加爾出兵把圭多三世逐出斯波萊托。貝倫加爾處理得十分成功，可惜後來因為一種傳染病肆虐了整個意大利，迫使皇帝和他的手下包括貝倫加爾的軍隊被迫撤離。
886年，韋爾切利主教柳特瓦德從聖薩爾瓦多修道院帶走貝倫加爾的妹妹以便把她嫁給主教的某個親戚。至於是否是被強迫帶走，誰也不知道。當貝倫加爾襲擊韋爾切利並掠奪主教的財物後 ，他們便結下了仇。如果貝倫加爾的妹妹是被強制帶走的，那麼貝倫加爾的行為就是情有可原的。但是如果主教被證明是無罪的，那麼貝倫加爾就是禍事的挑起者。無論如何，兩人在離開王庭前迅速達成諒解。
因為這次貝倫加爾與韋爾切利主教柳特瓦德的短暫紛爭令貝倫加爾在皇帝及表哥胖子查理（查理三世）面前失寵。887年5月初，貝倫加爾參加了皇帝子查理三世在魏布林根的會議。貝倫加爾和查理三世終於和解並且贈送給主教豐厚的禮物以賠償前一年他在主教教區造成的損失。同年6月或者7月的時候，貝倫加爾仍然在基興伴隨查理三世的身邊，當時普羅旺斯的路易被皇帝收養為養子。有一種傳言是貝倫加爾非常渴望被宣佈為查理三世的繼承人，因為這樣他就會在意大利擁有廣泛和良好的名聲。在意大利，當胖子查理被東法蘭克貴族廢黜後，他便迅速地被擁立為王（或者說自立為王）。另外一種說法是，貝倫加爾是為了確認皇帝的私生子伯恩哈德被立為嗣這一事件而來的。可惜教皇拒絕參加，而繼承人也變成了普羅旺斯的路易。

## 意大利國王
887年11月，胖子查理被他的侄子克恩滕公爵阿努爾夫廢黜並取代，而貝倫加爾被任命成為意大利國王。文獻證明貝倫加爾應由887年12月26日至888年1月2日在帕維亞開始統治，儘管這亦有爭議。即位初期，貝倫加爾只領有意大利的東北部，而且受到多名的王位覬覦者的挑戰，幸好在皇帝阿努爾夫的支持。貝倫加爾並不是當時在意大利無可爭議的領袖人物，但是他可能已經與競爭對手斯波萊托公爵達成協議，因為圭多三世在胖子查理逝世後希望成為西法蘭克國王而貝倫加爾志在統治意大利。圭多三世及貝倫加爾二人的母系皆出於卡洛林王朝，但是二人卻分別代表當時意大利政界的兩個不同派系：貝倫加爾是親德意志派系，而圭多三世是親法蘭西派系。
888年夏天，圭多三世奪取西法蘭克王位失敗而歸，他迅速從斯波萊托和倫巴第召集了大量人馬來反對貝倫加爾。但是在布雷西亞的戰鬥卻遭受挫敗。無奈的圭多只好與貝倫加爾達成了短暫的和平。這次休戰持續到889年1月。
在圭多簽署休戰後，東法蘭克國王阿努爾夫打算從費留利入侵意大利。為了阻止戰爭的發生，貝倫加爾派人去會晤阿努爾夫。之後他又親自組織了會談在特倫托貝倫加爾准許保留意大利作為阿努爾夫的封臣。阿努爾夫因而被說服。貝倫加爾保持了意大利國王地位，作為阿努爾夫的封臣。阿努爾夫讓自己的軍隊回到德意志，自己留在費留利度過了聖誕。
889年初期，雙方的休戰到期。圭多三世在特雷比亞戰役中擊敗了貝倫加爾。這使圭多成為意大利唯一的國王，雖然貝倫加爾設法保住費留利，他的首相威爾弗雷多在維羅納代表他鞏固政權，仍然統治着費留利。雖然教皇斯蒂芬五世從胖子查理去世前就開始支持圭多三世，但是這次圭多三世卻遭到教皇背叛，教皇投向了阿努爾夫。阿努爾夫仍然是貝倫加爾堅實的支柱，他甚至被建議建立一個加洛林同盟來對付圭多三世和上勃艮第的魯道夫一世。這個同盟包括普羅旺斯的路易、西法蘭克國王查理三世、阿努爾夫和貝倫加爾。
893年，阿努爾夫派遣自己的私生子茲溫蒂博爾德領軍前來意大利。茲溫蒂博爾德會合貝倫加爾的軍隊，然後他們把圭多三世圍困在帕維亞。但是他們並沒有取得進一步進展。翌年，阿努爾夫和貝倫加爾在貝加莫擊敗了圭多三世，這場勝利讓他們佔領了米蘭和帕維亞。896年，貝倫加爾還與阿努爾夫入侵意大利的軍隊在一起，當軍隊停留在托斯卡納藩侯國的時候，貝倫加爾離開了軍隊返回倫巴第。有謠言散播貝倫加爾準備對抗國王阿努爾夫並且已經聯合托斯卡納的阿達爾貝特二世。這個謠傳的真實性已經不可考究。但是貝倫加爾因此失去費留利藩侯國。國王派了威爾弗雷多來鎮守此地。雖然不久新藩侯就去世。阿努爾夫其後被教宗福慕在羅馬加冕為皇帝。皇帝阿努爾夫和貝倫加爾一世之間的關係常被比喻成半個多世紀以後鄂圖一世和貝倫加爾二世之間的關係。
其後，阿努爾夫離開意大利，而留下來鎮守的是另一名私生子拉托德，他不久也追隨阿努爾夫的腳步渡過科莫湖回到德意志。於是意大利的控制權留給貝倫加爾。貝倫加爾迅速和圭多的兒子和繼承人蘭貝托達成和解。兩位國王在帕維亞會面，然後他們劃分了王國。根據弗爾達編年史記載，以889年和議為約，王國的東半部從阿達河到波河的部份分給了貝倫加爾，而貝加諾將由二人共享。作為合作的保證，蘭貝托將會迎娶貝倫加爾的幼女吉塞拉。
但是和平並不長久，貝倫加爾在帕維亞取得了成功，但是卻在菲登扎被蘭貝托擊敗並被俘，可是蘭貝托在數日之後於898年10月15日被謀殺。貝倫加爾得以安全進入帕維亞，然後成為意大利獨一無二的主人。這時馬扎爾人開始入侵西歐的日子，他們第一次入侵意大利是於899年。第一次入侵的細節已經不可考，但是有歷史學家估計這次馬扎爾人入侵可能是阿努爾夫要求或是貝倫加爾引狼入室因而進入意大利的。貝倫加爾組織一支龐大的軍隊去迎擊馬扎爾人，但是令人意想不到的是他的龐大軍隊竟然不堪一擊。於899年9月24日在布倫塔河畔的戰鬥更像是一場潰敗，貝倫加爾損失了20000人和很多主教。
這次失敗沉重的打擊了貝倫加爾，也導致了一些貴族質疑貝倫加爾保衛意大利的能力。於是他們請來加洛林家族的另一個王位覬覦者普羅旺斯的路易來挑戰意大利王國的王座。900年，路易進軍意大利並且擊敗貝倫加爾。901年，路易被教皇本篤四世加冕為神聖羅馬皇帝（是為路易三世）。但是到了902年，貝倫加爾得以集中兵力反攻並且擊敗路易。路易被迫許諾將不會再踏入意大利半島一步。但是他很快背棄自己的諾言。905年，路易第二次入侵意大利半島。但是在維羅納，路易再一次被擊敗，這次貝倫加爾就不客氣，他於7月21日使普羅旺斯的路易變成了瞎子（路易因而被稱為瞎子路易）以懲罰他背棄自己的諾言，並被迫交出象徵意大利國王和羅馬皇帝的倫巴第鐵王冠。。瞎子路易回到普羅旺斯，在那裡他還會統治普羅旺斯將近20年。貝倫加爾此後成功鞏固了自己在意大利的地位。在922年以前，他的統治除了有短時間的間斷外從未被打斷。作為意大利國王，貝倫加爾駐蹕在自己曾經加固的維羅納。
貝倫加爾於904年在貝加莫曾經被馬扎爾人長期圍困。貝倫加爾在圍城過後指派了一名主教來完成加固城牆的工作。這項工作使用了大量的市民和逃避戰爭的難民。在那裡，主教的權利甚至比伯爵還大。

## 神聖羅馬皇帝
915年1月，教宗若望十世為了整合意大利的力量抵抗從意大利南部前來的撒拉森人入侵，他拉攏貝倫加爾及對抗他的一些貴族聯盟。貝倫加爾派了一支從斯波萊托藩侯國和安科納藩侯國徵集的軍隊在斯波萊托公爵阿爾貝里克一世的帶領下馳援南方。聯軍在加里利亚诺河戰勝了薩拉森人，是為加里利亚诺河战役。為了鼓勵貝倫加爾繼續領導對薩拉森人的戰爭，教皇在當年12月為貝倫加爾加冕為帝。但是貝倫加爾在加冕後迅速回到了北方，因為費留利始終受到馬扎爾人的威脅。
作為皇帝，貝倫加爾習慣於插手意大利以外的事情，雖然他的勢力範圍僅限於意大利。貝倫加爾甚至插手了列日主教的選舉。在前任主教斯蒂芬於920年死後，科隆大主教赫爾曼一世為了德意志的利益，所以支持一個本地修道士希都因（Hilduin）繼任列日主教。當然主要目的是把德意志勢力滲入洛林。但是西法蘭克國王查理三世得到貝倫加爾的支持夥同教皇選舉了另外一個教士里切爾（Richer）擔任主教。
在貝倫加爾最後幾年中，他的妻子貝提拉被指控不貞，當時這種指控常見於對那些年老國王的妻子所作出。因此貝提拉被毒殺，然後貝倫加爾和一位名叫安娜的女子於915年12月成婚。這場婚姻主要是政治婚姻，因為安娜的父親就是普羅旺斯的路易。她可能在年少的時候就被許配給貝倫加爾，然後於923年在貝倫加爾最後的日子裡擔任攝政。這場婚姻主要是路易想要把自己的子女撒播到各地，而貝倫加爾方面則想加強同自817年統治中法蘭克王國的洛泰爾一世家族的聯繫。
915年，貝倫加爾的長女伯莎被任命為聖薩爾瓦多修道院院長（如前述她的姑姐也曾在此修道院作為修女）。其後3年間，貝倫加爾給了這個修道院很多土地。這樣該修道院又興建男修道院。他的幼女吉塞拉則早於898年（不遲於910年）嫁給伊夫雷亞藩侯阿達爾貝特一世。但是這場同安斯卡家族的聯姻沒有持續多久。913年，吉塞拉逝世，然後阿達爾貝特一世再娶。阿達爾貝特一世在普羅旺斯的路易入侵之後就成為貝倫加爾內部最早的敵人。他在917年到920年之間誘使阿爾勒的于格前去意大利搶倫巴第鐵王冠。于格和他的兄弟托斯卡納的博索一起入侵意大利，他們最遠推進到帕維亞。貝倫加爾用飢餓迫使他們投降，但是允許他們自由離去。
因為貝倫加爾給主教特許狀以及皇帝自己的聯姻使貴族不滿，加上貝倫加爾向馬扎爾僱傭兵支付軍費。一批意大利貴族在阿達爾貝特一世的帶領下於921年邀請上勃艮第的魯道夫二世來奪取意大利王位。其後他的外孫伊夫雷亞的貝倫加爾在魯道夫二世的勸誘下反對自己的外祖父。貝倫加爾被迫退守維羅納。帕維亞主教約翰向魯道夫二世獻出該城。923年7月29日，決戰開始了。魯道夫二世、阿達爾貝特一世、伊夫雷亞的貝倫加爾三人的聯軍決定性地擊敗了貝倫加爾一世。貝倫加爾一世被廢黜，魯道夫二世取代他的王位。翌年，年邁的貝倫加爾一世被一個手下在維羅納刺殺身亡。這個人很可能是受到魯道夫二世的指派。貝倫加爾一世沒有任何兒子，只有兩名女兒伯莎及吉塞拉。他還留下了一首長詩“Gesta Berengarii Imperatoris”，描述了他統治時期意大利的混亂狀況。